# 飯島晴子
飯島 晴子（いいじま はるこ、1921年〈大正10年〉1月9日 - 2000年〈平成12年〉6月6日）は、俳人。

## 生涯
京都府出身、京都府立京都第一高等女学校（現・京都府立鴨沂高等学校）、田中千代服装学院卒。卒業後は服飾関係の仕事に従事。1959年、夫の代理で『馬酔木』の俳句会に出席したことをきっかけに38歳から句作をはじめる。能村登四郎の指導を受け、1960年より『馬酔木』に投句。1964年、『鷹』創刊より同人、代表同人の藤田湘子（のち主宰）を補佐した。1966年、第1回鷹俳句賞を受賞、以後同結社の代表作家として活躍。1970年より現代俳句協会会員。1997年、第六句集『儚々』（ぼうぼう）により第31回蛇笏賞を受賞。
代表的な句に「泉の底に一本の匙夏了る」「天網は冬の菫の匂かな」「螢の夜老い放題に老いんとす」「寒晴やあはれ舞妓の背の高き」などがある。吟行による写生を基本としつつ、言葉によって構築される緊張度の高い作品世界を展開、句集ごとに新たな境地を見せた。また従来、女性俳人の評論が情緒的とされていた中にあって、明晰・論理的な俳句評論を発表、後続の女性俳人に大きな影響を与えた。2000年6月6日、自殺。満79歳。

## 著書
句集
- 『蕨手』（鷹俳句会、1972年）
- 『朱田』（永田書房、1976年）
- 『春の蔵』（永田書房、1980年）
- 『八頭』（永田書房、1985年）
- 『寒晴』（本阿弥書店、1990年）
- 『儚々』（角川書店、1996年）
- 『平日』（角川書店、2001年）遺句集
- 『飯島晴子全句集』（富士見書房、2002年）

評論集
- 『葦の中で』（永田書房、1974年）
- 『俳句発見』（永田書房、1980年）

## 関連文献
- 『飯島晴子読本』 富士見書房、2001年
- 平石和美 『畳ひかりて―飯島晴子の風景』 ふらんす堂、2011年
- 奥坂まや 『飯島晴子の百句』 ふらんす堂、2014年
- 山地春眠子 『月光の象番 飯島晴子の世界』 角川学芸出版、2015年